# HLTV (Valve)
O HLTV, anteriormente uma sigla de Half-Life Television, é um sítio eletrônico que cobre notícias, torneios e estatísticas profissionais das competições de esporte eletrônico de Counter-Strike, além de ser um fórum de discussão entre os usuários da comunidade. Criado em 2002, possui mais de 4 milhões de visitantes únicos por mês.
Desde 2013, o HLTV divulga uma lista dos melhores jogadores do ano do Counter-Strike.